# Gazons River
Der Gazons River ist ein Fluss im Westen der Karibikinsel St. Lucia.

## Geographie
Der Fluss entspringt im Gebiet von Union (Gros Islet) und mündet nach kurzem Lauf in den Choc River.